# Býčinský potok
Býčinský potok (též Boseňský potok) je potok v okrese Mladá Boleslav ve Středočeském kraji, pravostranný přítok potoka Kněžmostky. Délka jeho toku činí 6,2 km. Plocha jeho povodí měří 11,7 km².

## Průběh toku
Potok pramení v obci Boseň v pramenné nádrži, blízko hranice chráněné krajinné oblasti Český ráj. Celý svůj tok vede rovinatou krajinou zemědělského charakteru. Teče nejprve na jih, hned za Bosní napájí bezejmenný (Boseňský) rybník, který napájí zprava i druhý přítok, který je delší než samotné pramenné rameno. O něco dále pak leží Farský rybník. Poté potok protéká východním sousedstvím vsi Býčina, podle které bývá pojmenován (někdy podle Bosně) a podtéká silnici II/276 Kněžmost–Bakov nad Jizerou. Za Býčinou se stáčí k západu a napájí soustavu býčinsko-budských rybníků v pořadí Býčinský, Horní Střípek, Dolní Střípek, Stržák (Stržský rybník). Pak potok zahýbá k jihozápadu a protéká jižně od vsi Buda. Za Budami přijímá zprava významnější přítok, který předtím napájí v blízkosti Bud větší rybník Pátek a menší bezejmenný (Budský) rybník. U tohoto soutoku se směr Býčinského potoka mění znovu na jih. Nedaleko poté přijímá ještě jeden menší přítok zleva a hned nato se vlévá do Kněžmostky.

## Historie
Býčinský potok dříve (cca 16. až 18. století) napájel ještě více rybníků než v současnosti, ale některé byly později vysušeny pro potřeby zemědělské půdy. To se týkalo i velkého Volšovského rybníka, který se nacházel v místě soutoku s Kněžmostkou.